# Siemens (unitat)
El siemens (símbol: S) és la unitat del Sistema Internacional (SI) per a la mesura de la conductància elèctrica. Es tracta d'una unitat derivada amb nom propi i amb un símbol particular, que és la lletra S majúscula. Deu el seu nom a l'inventor i industrial alemany Ernst Werner von Siemens, i és l'equivalent a l'avui obsolet mho. La 14a Conferència General de Pesos i Mesures aprovà l'adopció del siemens com una unitat del SI l'any 1971.
El símbol (S) s'ha d'escriure en majúscula, però, en canvi, el nom de la unitat ha d'anar en minúscules (siemens).

## Definició
Per a un aparell amb una resistència elèctrica R, la conductància G es defineix com
{\displaystyle G={\frac {1}{R}}={\frac {I}{V}},}
on
- G és la conductància,
- R és la resistència,
- I és el corrent elèctric que passa a través de l'aparell i
- V és la caiguda de voltatge (diferència de potencial elèctric) als extrems de l'aparell.

La unitat siemens per a la conductància G es defineix com

1 S = 1 A/V = 1 A²/W = 1 kg−1·m−2·s3·A²=1 Ω-1= 1 kg−1·m−2·s¹·C².
Així, per un dispositiu amb una conductància igual a 1 S, el corrent amb voltatge d'1 V serà igual a 1 A, i per cada volt extra s'incrementarà en 1 A.
Exemple: La conductància d'una resistència amb un valor de 6 ohms és G = 1/(6 Ω) = 0,166... S.

## Múltiples del SI
| Múltiple | Nom          | Símbol |       | Múltiple      | Nom | Símbol |
| -------- | ------------ | ------ | ----- | ------------- | --- | ------ |
| 100      | siemens      | S      |       |               |     |        |
| 10¹      | decasiemens  | daS    | 10–1  | decisiemens   | dS  |        |
| 10²      | hectosiemens | hS     | 10–2  | centisiemens  | cS  |        |
| 103      | quilosiemens | kS     | 10–3  | mil·lisiemens | mS  |        |
| 10⁶      | megasiemens  | MS     | 10–6  | microsiemens  | µS  |        |
| 10⁹      | gigasiemens  | GS     | 10–9  | nanosiemens   | nS  |        |
| 1012     | terasiemens  | TS     | 10–12 | picosiemens   | pS  |        |
| 1015     | petasiemens  | PS     | 10–15 | femtosiemens  | fS  |        |
| 1018     | exasiemens   | ES     | 10–18 | attosiemens   | aS  |        |
| 1021     | zettasiemens | ZS     | 10–21 | zeptosiemens  | zS  |        |
| 1024     | yottasiemens | YS     | 10–24 | yoctosiemens  | yS  |        |

## mho
El siemens és equivalent a l'antiga unitat mho, avui obsoleta, aquest nom es va crear escrivint ohm a l'inrevés, i el seu símbol era una omega invertida (℧).